# Europäisches Institut für Klima und Energie
L'Europäisches Institut für Klima und Energie (EIKE), fondé en 2007, est une association allemande qui conteste la réalité du réchauffement climatique anthropique. C'est le principal lobby climato-dénialiste en Allemagne.

## Fondation
L'Europäisches Institut für Klima und Energie est fondée en février 2007 à Iéna, en Allemagne, par Holger Thuss,. Ce dernier est membre de l'Union chrétienne-démocrate d'Allemagne et est le fondateur de la branche européenne du Committee for a Constructive Tomorrow (CFACT), une organisation climato-dénialiste américaine financée par l'industrie pétrolière,.

## Discours
Le discours de l'EIKE, dont les membres se présentent comme des « climato-réalistes », est centré sur les aspects scientifiques : l'organisation affirme à la fois que le réchauffement climatique n'existe pas et, bien plus fréquemment, qu'il existe mais est d'origine naturelle,,.
Elle soutient également que le réchauffement n'engendre pas une hausse de la fréquence et de l'intensité des événements climatiques extrêmes. Ces affirmations sont toutes réfutées par le consensus scientifique — dont l'organisation dénie l'existence. Le lobby s'attaque également au Groupe d'experts intergouvernemental sur l'évolution du climat (GIEC) et aux modèles informatiques utilisés par les scientifiques pour réaliser des projections climatiques,.
L'EIKE adopte également, en plus du registre scientifique, qui prédomine dans son discours, un angle relatif à l'idéologie politique (en l'espèce conservatrice et néolibérale) et, encore dans une moindre mesure, un argumentaire économique. Il affirme ainsi que la politique climatique est utilisée à des fins totalitaires par les écologistes et les élites de gauche pour restreindre les libertés individuelles et s'attaquer au capitalisme et soutient enfin que les mesures d'atténuation du changement climatique seraient néfastes à l'économie allemande, qu'elles provoqueraient désindustrialisation et chômage de masse, reléguant le pays parmi ceux en développement,,,.
Son slogan est : « Le climat n'est pas en danger, notre liberté si, ! »

## Activité
En décembre 2009, puis de nouveau en marge de la Conférence de Cancún de 2010 sur les changements climatiques, l'EIKE coorganise en Allemagne avec la Fondation Friedrich-Naumann, le Committee for a Constructive Tomorrow (CFACT) et le Nongovernmental International Panel on Climate Change (en) (soutenu par l'institut Heartland) des conférences qui mettent à l'honneur le climato-dénialiste Fred Singer,,. L'EIKE poursuit l'organisation de conférences annuelles au moins jusqu'en 2018.

### Liens avec l'institut Heartland
L'EIKE entretient d'étroites relations avec l'institut Heartland, l'une des principales organisations climato-dénialistes américaines, dont est membre son fondateur Holger Thuss ; les deux structures s'invitent mutuellement à leurs conférences et le looby américain apporte son soutien à son alter ego allemand,,.

### Liens avec l'AfD
Le lobby est proche du parti d'extrême droite allemand Alternative pour l'Allemagne (AfD), seul parti représenté au parlement à tenir un discours de déni du réchauffement climatique. Le vice-président de l'EIKE, Michael Limburg, est membre de l'AfD, occupe un poste d'assistant parlementaire du député AfD Karsten Hilse (en) et est le porte-parole du parti sur les sujets relatifs à la politique énergétique,,,.
Horst-Joachim Lüdecke (de), membre de l'EIKE, est également invité par l'AfD au Bundestag en février 2019,.
En outre, en mai 2019, dans un contexte d'attaques des sciences du climat et de la militante écologiste Greta Thunberg par l'AfD sur les réseaux sociaux, le parti d'extrême droite organise une conférence climato-dénialiste au sein du Bundestag avec le concours de l'EIKE,.
La youtubeuse Naomi Seibt, proche de l'AfD, participe également à l'une des conférences de l'EIKE,.

## Financements
Les financements de l'EIKE sont inconnus. Interrogé en 2020 par des journalistes lors d'une enquête en immersion, James Taylor (en), lobbyiste de l'institut Heartland, affirme que le budget de l'EIKE est de 200 000 euros, ce que conteste ce dernier, qui affirme qu'il est bien inférieur. L'EIKE dément recevoir un quelconque financement du CFACT, dont la branche européenne partage la même adresse postale.

## Membres notables
- Holger Thuss (fondateur)
- Michael Limburg (vice-président)
- Horst-Joachim Lüdecke (de), physicien (comité consultatif)[2],[8]
- Marcel Leroux (comité consultatif)[8]
- Robert M. Carter (en) (comité consultatif)[8]
- Christopher Monckton (comité consultatif)[8]
- Ian Plimer (comité consultatif)[8]